# روث براندت
روث براندت (بالإنجليزية: Ruth Brandt)‏ هي رسامة أيرلندية، ولدت في 22 يونيو 1936 في دبلن في جمهورية أيرلندا، وتوفي بنفس المكان في 13 أغسطس 1989.